# Es begann im blauen Expreß
Es begann im blauen Expreß (Originaltitel: russisch Поезд идёт на восток, Pojesd idjot na wostok) ist eine sowjetische Liebeskomödie von Juli Raisman aus dem Jahr 1947.

## Handlung
Am Abend des 9. Mai 1945, als Tausende den Tag des Sieges auf den Straßen und Plätzen Moskaus feiern, fährt ein Zug vom Nordbahnhof nach Wladiwostok ab. Unter den Passagieren befinden sich Sina Sokolowa, eine junge Botanikerin aus Moskau, die gerade die Timirjasew-Landwirtschaftsakademie abgeschlossen hat, und Nikolai Lawrentjew, ein Marineoffizier aus Leningrad. Die beiden sind sich kurz zuvor am Telegrafenschalter im Bahnhof begegnet. Lawrentjew hält Sinas lebhaftes und spontanes Auftreten zunächst für Frivolität.
Ihre Reise nimmt eine unerwartete Wendung, als sie an einer der Haltestellen ihren Zug verpassen. Sie sind gezwungen, ihre Reise gemeinsam fortzusetzen, begegnen verschiedenen Menschen und bekommen einen Einblick über das Leben in der Sowjetunion. Ihr Abenteuer führt sie zu einer riesigen Fabrik in der Taiga, wo sie ein Fabrikflugzeug besteigen, um weiter nach Osten zu reisen. Nach einer Notlandung durchqueren sie den Wald in einem Pferdewagen, verbringen eine Nacht in der Maschinen- und Traktorstation einer Kolchose und kehren schließlich zur Eisenbahn zurück.
Als die Reise sich ihrem Ende in Wladiwostok nähert, wird Sina und Lawrentjew klar, dass sie sich ineinander verliebt haben. Ihr tiefempfundenes Geständnis findet kurz vor der Ankunft am Zielort statt. Als sie sich am Bahnhof verabschieden, wissen beide, dass ihre Trennung nicht von langer Dauer sein wird.

## Kritik
„Farbenfrohe Liebeskomödie mit locker pointierten Dialogen und einem gut aufgelegten Ensemble.“